# Denise Eusebio
Denise Eusébio é uma atleta Paraolímpica da modalidade Basquete em Cadeira de Rodas que conquistou medalha de ouro no Campeonato Sul-Americano no Peru, em 2017.

## Biografia e Carreira
Denise foi atropelada por uma moto aos 5 anos de idade e lesionou a medula. No centro de reabilitação, em Brasília, teve o primeiro contato com o basquete em cadeira de rodas.